# Victor Pálsson
Victor Pálsson (Reykjavik, 30 de abril de 1991) es un futbolista islandés que juega de centrocampista en el Plymouth Argyle F. C. de la League One.

## Selección nacional
Pálsson fue internacional sub-17, sub-19 y sub-21 con la selección de fútbol de Islandia, antes de convertirse en internacional absoluto el 4 de junio de 2014, en un partido amistoso frente a la selección de fútbol de Estonia.

## Clubes
| Club                                | País           | Año       |
| ----------------------------------- | -------------- | --------- |
| Liverpool F. C.                     | Inglaterra     | 2010-2011 |
| Dagenham & Redbridge F. C. (cedido) | Inglaterra     | 2010-2011 |
| Hibernian F. C.                     | Escocia        | 2011-2012 |
| New York Red Bulls                  | Estados Unidos | 2012      |
| NEC Nimega (cedido)                 | Países Bajos   | 2012      |
| NEC Nimega                          | Países Bajos   | 2013-2014 |
| Helsingborgs IF                     | Suecia         | 2014-2015 |
| Esbjerg fB                          | Dinamarca      | 2015-2017 |
| F. C. Zürich                        | Suiza          | 2017-2019 |
| Darmstadt 98                        | Alemania       | 2019-2021 |
| F. C. Schalke 04                    | Alemania       | 2021-2022 |
| D. C. United                        | Estados Unidos | 2022-2023 |
| K. A. S. Eupen                      | Bélgica        | 2023-2024 |
| Plymouth Argyle F. C.               | Inglaterra     | 2024-     |

## Palmarés

### Títulos nacionales
| Título        | Club         | País  | Año  |
| ------------- | ------------ | ----- | ---- |
| Copa de Suiza | F. C. Zürich | Suiza | 2018 |